# Gary Zeller
Gary Lynn Zeller (20 novembre 1947 – 5 febbraio 1996) è stato un cestista statunitense, professionista nella NBA e nella ABA.

## Carriera
Venne selezionato dai Baltimore Bullets al quinto giro del Draft NBA 1970 (83ª scelta assoluta).